# Contea di Pawnee (Nebraska)
La contea di Pawnee (in inglese Pawnee County) è una contea dello Stato del Nebraska, negli Stati Uniti. La popolazione al censimento del 2000 era di 3 087 abitanti. Il capoluogo di contea è Pawnee City.

## Storia
La Contea di Pawnee è stata costituita nel 1854.
Il nome deriva da una tribù di nativi americani.
Il 30 maggio 1879, il forte tornado "Irving Kansas Tornado" attraversò la contea, lasciandosi dietro danni incalcolabili e un numero imprecisato di vittime